# Деніс Змеу
Деніс Змеу (рум. Denis Zmeu, * 8 травня 1985, Кишинів) — молдовський футболіст, півзахисник. Нині виступає за футбольний клуб «Васлуй» та національну збірну Молдови.

## Досягнення
- Володар Кубка Молдови (1):

Зімбру: 2003-04
- Володар Кубка Інтертото (1):

Васлуй: 2008